# Une (Colombia)
Une è un comune della Colombia facente parte del dipartimento di Cundinamarca.
Il centro abitato venne fondato da Diego Romero de Aguilar nel 1538.